# داویت ساهارونی
داویت ساهارونی (به ارمنی: Դաւիթ Սահարունի) یکی از فرماندهان نظامی ارمنی و مرزبان ارمنستان در زمان اشغال بیزانس بود. او پس از مژژ دوم گنونی و پیش از تئودور رشتونی این مقام را بر عهده داشت.